# Shelagh Delaney
Pour les articles homonymes, voir Delaney.
Shelagh Delaney, née le 25 novembre 1938 à Broughton (Salford, Angleterre) et morte le 20 novembre 2011 dans le Suffolk (Angleterre), est une dramaturge et scénariste britannique.

## Filmographie

### Au cinéma
- 1961 : Un goût de miel
- 1967 : The White Bus
- 1968 : Charlie Bubbles
- 1970 : Thirty-Minute Theatre (en)
- 1974 : Seven Faces of Woman
- 1977 : The House that Jack Built
- 1981 : Find Me First
- 1981 : Teatro
- 1985 : Un crime pour une passion
- 1992 : The Railway Station Man
- 1992 : Three Days in August
- 1994 : Um Sabor a Mel

## Récompenses et distinctions
- 1962 : BAFTA Film Award, meilleur scénario britannique pour son film A Taste of Honey (Un goût de miel)[2].
- 1962 : Writers' Guild of Great Britain Award, Prix du meilleur scénario pour son film A Taste of Honey (Un goût de miel)[2].